# Theodore Hook

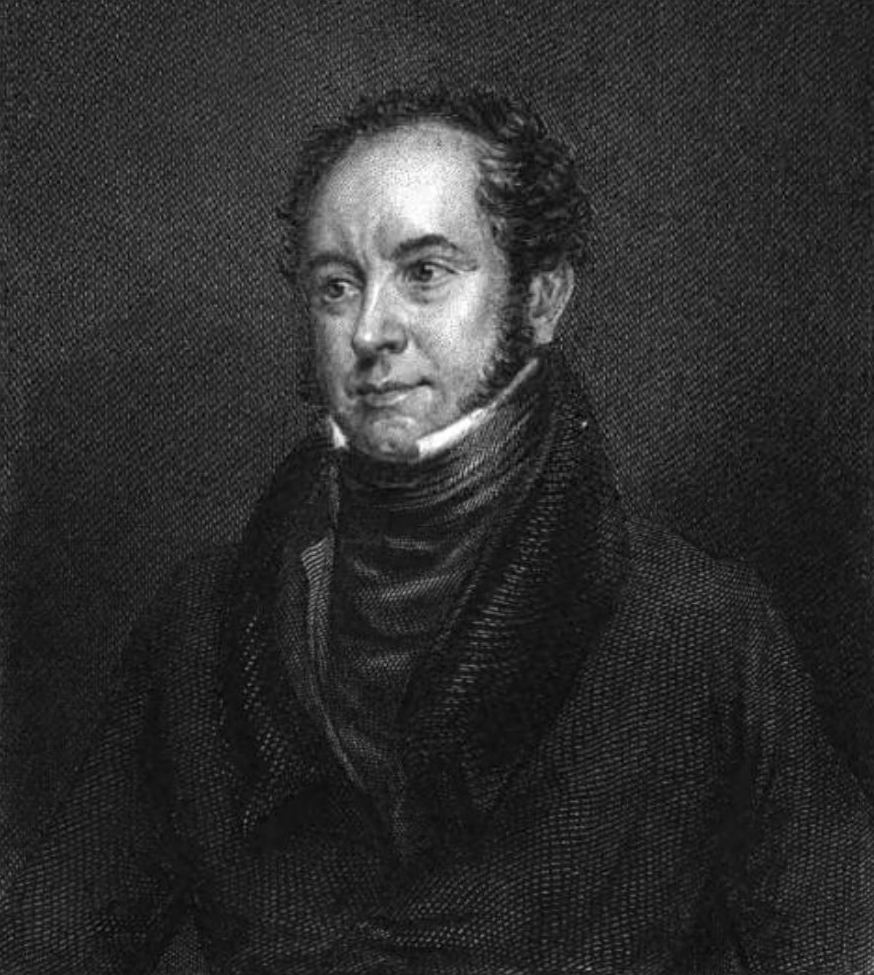
Theodore Hook in fortgeschrittenen Jahren

Theodore Edward Hook (* 22. September 1788 in London; † 24. August 1841 ebenda) war ein britischer Journalist und Romanautor.

## Leben
Der Sohn des populären Komponisten James Hook (1746–1827) zeigte schon früh musikalische und dichterische Fertigkeiten und wurde von seinem Vater auch bei Hof präsentiert. Gemeinsam mit ihm schrieb der Sechzehnjährige die erfolgreiche komische Oper The Soldier’s Return.
Hooks formelle Ausbildung bestand aus nur einem Jahr Harrow School und einem Pro-forma-Aufenthalt in Oxford. Aber der jugendliche Playboy verstand es, Lieder zu improvisieren, und dies begeisterte den Prince Regent so sehr, dass er Hook zum Rechnungskommissar von Mauritius machte. Fünf Jahre lang lebte Hook in großem Stil auf der Insel, aber 1817 wurde er wegen eines namhaften, von einem Untergebenen hinterzogenen Fehlbetrags verhaftet und nach England gebracht.

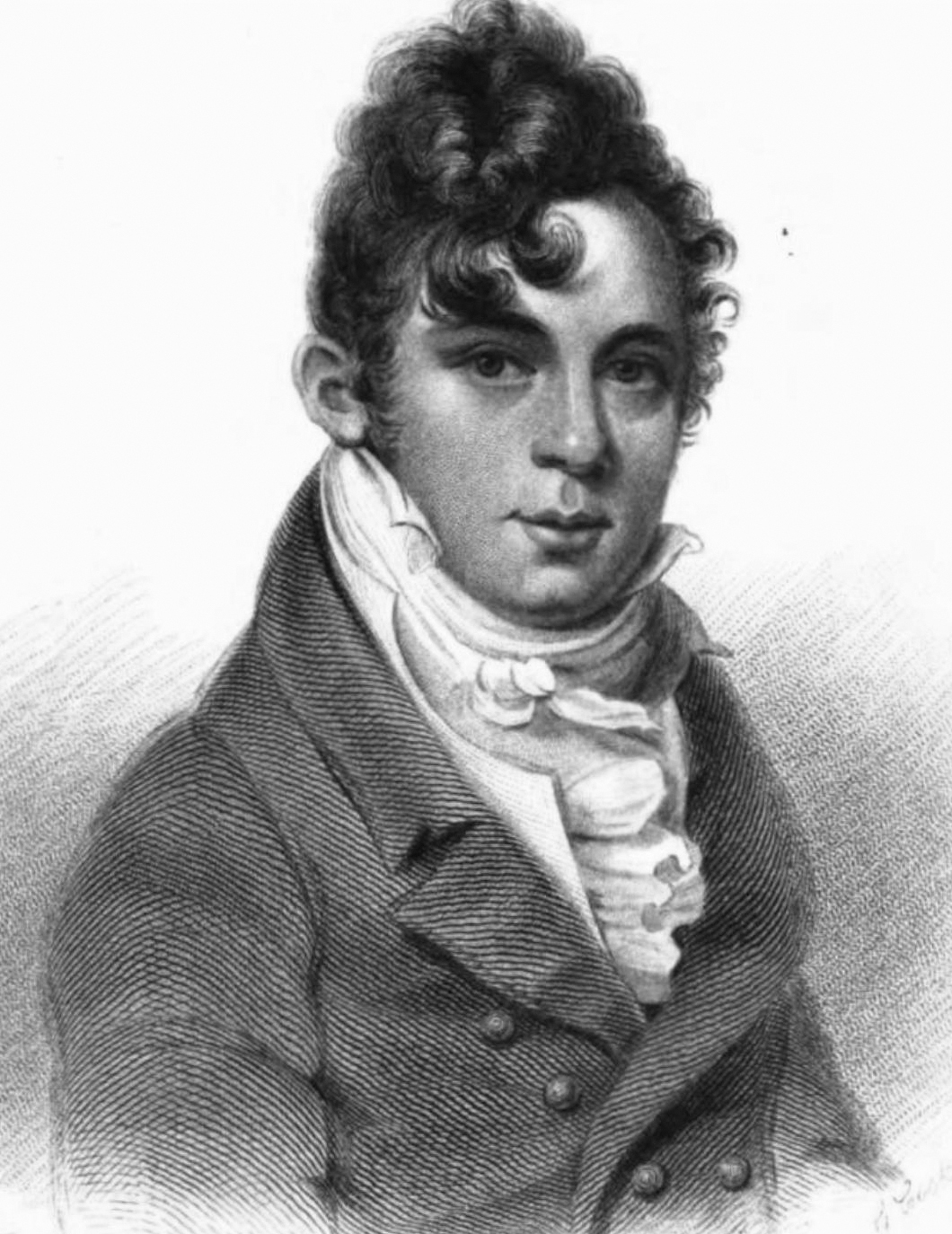
Hook, um 1810

Bereits während der laufenden Untersuchungen widmete sich Hook erfolgreich dem Journalismus. 1820 begann er, die Wochenzeitschrift John Bull herauszugeben, der Tendenz nach ein witzig und angriffig geschriebenes Tory-Blatt, das sich als Zielscheibe Queen Caroline wählte. Hook galt bereits als junger Mann als ein notorischer Scherzbold, so war er für den Berners Street Hoax verantwortlich, der 1810 in ganz England für Aufsehen sorgte.
Wegen seiner Schuld an den Staat musste Hook zwei Jahre Haft absitzen. Er schrieb währenddessen neun Bände Kurzprosa. Auch in der Folge blieb er rastlos tätig, half etwa dem Sänger Michael Kelly, der noch Mozart gekannt hatte, bei der Abfassung seiner Memoiren und publizierte die Romane Maxwell (1830), Love and Pride (1833), den autobiographischen Roman Gilbert Gurney (1836), Jack Brag (1837), Gurney Married (1838) und Peregrine Bunce (1842). Seine Werke wurden im Gebrüder Schumann Verlag, Leipzig, bereits ab 1842 in dreißig Bänden ins Deutsche übersetzt.